# Chathamralle
Die ausgestorbene Chathamralle (Cabalus modestus, Synonym: Gallirallus modestus) war völlig oder nahezu flugunfähig und lebte auf mindestens drei Inseln der zu Neuseeland gehörenden Chatham-Gruppe gleichzeitig mit der Dieffenbach-Ralle (Gallirallus dieffenbachii).

## Körperbau und Gefieder
Die Ralle war an der Oberseite olivbraun. Das Kinn war grau, Kehle, Körperunterseite und Schwanz trugen graubraune Federn mit schwacher weißlicher Bänderung. Die Flügel waren braun und ihre äußersten Handschwingen gelblichweiß gebändert. Augen, Schnabel und Lauf waren hellbraun. Die Jungtiere waren einfarbig braunschwarz.
Die Ralle war 22,5 Zentimeter lang und damit kleiner als die Dieffenbachralle, beide haben aber fast gleich lange Schnäbel. Der Schnabel der Chathamralle war leicht gebogen, länger als der Kopf und hatte eine Vertiefung im Schnabels, die über die Mitte des Schnabels hinausragte. Die ovale Nasenöffnung lag in der Mitte dieser Vertiefung.
Die Flügel waren sehr kurz, abgerundet mit weichen Arm- und Handschwingen. Der Daumen trug eine kurze Kralle. Alle Knochen von Flügel, Schultergürtel und Brustbein waren gegenüber der Bindenralle im Vergleich zur Körpergröße erheblich verkleinert. Die Steuerfedern des Schwanzes waren sehr kurz und weich und wurden durch die Schwanzdecken verdeckt. Auch das restliche Gefieder war sehr weich.
Die Mittelfußknochen waren kürzer als die mittlere Zehe und geschuppt. Die vorderen Zehen waren lang, dünn und hatten alle etwa die gleiche Länge. Der hintere Zeh war kurz und sehr dünn und wies nach innen. Die Krallen waren kurz und stumpf.
Die Chathamralle wies einen starken Dimorphismus auf, vermutlich ein Sexualdimorphismus, wobei jedoch unbekannt ist, ob Männchen oder Weibchen größer waren.
Die cremeweißen Eier waren 37*28 mm groß und haben schwach rötliche und purpurfarbene Flecken. Die Eier der Chathamralle waren damit fast groß wie die größten bekannten Eier der deutlich größeren Bindenralle, deren Eier zwischen 32 × 24 mm und 37 × 29 mm groß sind.

## Lebensweise
Die nachtaktive Ralle bewohnte trockene Wälder und erinnerte mit ihrem langen Schnabel, den relativ weit vorne liegenden Nasenlöchern und der Nachtaktivität ein wenig an einen sehr kleinen Kiwi. Das legt nahe, dass sie sich wie dieser ernährte, indem sie mit dem Schnabel im Boden stocherte und so nach Futter suchte. Da die Ursprungsart, die Bindenralle kaum pflanzliche Nahrung zu sich nahm, ist anzunehmen, dass die Chathamralle im Unterschied zum Kiwi keine oder fast keine pflanzliche Nahrung zu sich nahm. Das entspricht auch der einzig historischen Angabe zu seiner Ernährung, in der gesagt wurde, dass die Ralle sich überwiegend von Insekten und kleinen Krebstieren ernährte.
Die Chathamralle nistete in Erdhöhlen. Die Jungtiere sollen sich nach dem Schlüpfen in umgestürzten hohlen Bäumen versteckt haben.

## Verbreitung und Aussterben
Die Art wurde 1871 von Travers auf Mangere entdeckt und 1872 von Hutton als Rallus modestus erstbeschrieben. Es wurden noch weitere Belegexemplare der Art gesammelt, doch sie ist zwischen 1896 und 1900 ausgestorben. Sie existierte mindestens auf drei Inseln der Chatham-Gruppe, nämlich Chatham, Mangere und Pitt.
Ziegen und Kaninchen weideten auf der Chatham-Insel große Teile der ursprünglichen Vegetation im Verbreitungsgebiet der Chathamralle ab und zerstörten ihren Lebensraum damit weitgehend. Dadurch standen der Ralle weniger geeignete Lebensräume zur Verfügung und Ratten und Katzen konnten sie ohne die Deckung durch die Pflanzen leichter fangen.

## Systematische Einordnung
1872 wurde diese Ralle das erste Mal wissenschaftlich beschrieben aber, da ihr Gefieder an das Jugendkleid von Gallirallus phillipinensis erinnert, für eine Dieffenbachralle im Jugendkleid gehalten. Erst als weitere Bälge dieser Art gesammelt wurden, wurde das dadurch widerlegt, dass das Gefieder von Jugendlichen und Erwachsenen gleich aussah. Hutton stellte sie aufgrund von Skelettunterschieden im Flugapparat 1874 in eine eigene Gattung (Cabalus). Heute gilt die Chathamralle wie die Dieffenbachralle als Abkömmling der Bindenralle (Gallirallus philippensis). Die Rückbildung des Flügelskeletts wird als Neotenie (Beibehaltung von Jugendmerkmalen beim erwachsenen Tier) gedeutet, die auch das an das Jugendkleid der Dieffenbachralle erinnernde Gefieder erklärt.
Genetisch weichen die Dieffenbachralle und die Chathamralle etwa gleich stark von der Bindenralle ab. Es gibt grundsätzlich vier mit dem Ergebnis der DNA-Untersuchung vereinbare Möglichkeiten, wie die beiden nahe verwandten Arten entstanden sein könnten.
Die Arten könnten sich gleichzeitig auf derselben Insel aus demselben flugfähigen Ahnen entwickelt haben. Dagegen spricht, dass kein Mechanismus bekannt ist, der unter diesen Bedingungen eine Aufspaltung der Art in zwei Arten erklären könnte und dass dergleichen bisher nicht eindeutig nachgewiesen werden konnte.
Die Artaufspaltung könnte dadurch zustande gekommen sein, dass jede Art sich auf einer anderen Chatham-Insel entwickelt hat und dass sie nach der Aufspaltung in mehrere Arten jeweils die anderen Inseln der Inselgruppe schwimmend erreicht haben.
Die Arten könnten sich unabhängig voneinander aus verschiedenen flugfähigen Ahnen entwickelt haben, von denen einer gleichzeitig auch der Ahne der Schnepfenralle (Capellirallus karamu) war. Gegen diese Theorie spricht, dass weder aus Fossilien noch als lebender Vogel eine zweite in Frage kommende Ursprungsart bekannt ist und dass auch nicht klar ist, warum diese Ursprungsart dann verschwunden sein sollte.
Das Skelett der Chathamralle ist stärker zurückgebildet als bei der Dieffenbachralle, das heißt die Neotenie ist stärker ausgeprägt und es wird deshalb von vielen Autoren angenommen, dass die Ralle sich aus einem Bindenrallen-Stamm entwickelt hat, der die Chatham-Inseln zu einem früheren Zeitpunkt erreichte als der, aus dem die Dieffenbachralle entstand.
Auf Inseln, auf denen nur ein flugunfähiger Abkömmling der Bindenralle bekannt ist, ist immer eine Form entstanden, die sowohl mehr verschiedene Lebensräume nutzt als auch unterschiedlichere Nahrung zu sich nimmt, als die Bindenralle. Außerdem ist sie größer als die Ausgangsart und hat zurückgebildete Flügel. Beispiele für solche Arten sind neben der Dieffenbachralle, die Wekaralle und die Waldralle. Es entstanden also durch parallele Evolution auf den verschiedensten Inseln einander sehr ähnliche große flugunfähige Arten, die weniger spezialisiert waren als die Bindenralle.
Von diesem regelmäßig entstehenden Typus unterscheidet sich die Chathamralle dadurch, dass erheblich kleiner ist und einen auffallend langen Schnabel hat, der auf eine stärkere Spezialisierung hinweist. Eine ähnlich spezialisierte Art, die vermutlich ebenfalls von der Bindenralle abstammt, ist die Schnepfenralle (Capellirallus karamu) von Neuseeland, wo mit dem Weka ebenfalls ein weniger spezialisierter Abkömmling der Bindenralle vorhanden war. Es erscheint deshalb logisch anzunehmen, dass hoch spezialisierte Arten erst entstehen, wenn die ökologische Nische des Generalisten schon besetzt ist. Dafür spricht auch, dass die genetische Drift bei kleinen Populationen schnellere Veränderungen bewirkt als bei einer großen etablierten Population und dass eine große etablierte Population mehr evolutionären Druck auf eine kleine Gründungspopulation ausüben kann als umgekehrt.
Es wurde jedoch bezweifelt, dass zwei dicht aufeinander folgende Kolonisationen der Insel tatsächlich zur Entstehung von zwei Arten führen könnten, da angenommen wurde, dass beide Arten sich dann noch nicht weit genug voneinander getrennt haben könnten, um die Entstehung neuer Arten zu begünstigen.